# Лещенко Олександр Володимирович
Олександр Володимирович Лещенко (*27 березня 1989, Олександрія, Кіровоградська область) — український хореограф-постановник і танцівник, художній керівник балету «Форсайт»(Foresight).

## Життєпис

### Дитинство та початок кар'єри
Олександр Лещенко народився в Олександрії. З раннього дитинства займався спортом. З семи років в школі єдиноборств, займав перші місця на змаганнях, має «чорний пояс» з карате.
Танцями почав займатися під впливом старшої сестри в одинадцятирічному віці.
Коли йому було тринадцять років, родина переїхала до Києва. У віці чотирнадцяти років потрапив до балету «Тодес». Пізніше пішов звідти, став керівником і головним хореографом танцювального колективу «Форсайт» (Foresight), яким керує досі. Паралельно навчався в Київському естрадно-цирковому коледжі. Брав участь у низці танцювальних телешоу. 
У 2008 році Олександр став срібним призером у проєкті «Танцюють всі!». А в 2009 отримав першу премію в парі з Ганною Безсоновою на телешоу «Танцюю для тебе-3».
На початку 2010 року Олександр Лещенко працював головним хореографом і постановником номерів для телевізійного проєкту «Суперзірка», який транслював канал «1+1».
Був хореографом команди Кіровограда в першому сезоні (2011) танцювального шоу Майданс і переміг із цією командою. Став головним хореографом другого сезону шоу Майданс. Його команда здобула перемогу та головний приз мільйон гривень.
2014 року був одним з асистентів хореографа-постановника відкриття та закриття Олімпійських ігор 2014 року.

### America's Got Talent
Олександр Лещенко приголомшив суддів виступом на шоу America's Got Talent  (Америка має талант) й отримав чотири "так". Артист представив 4D Cube Show - голографічний 4D танцювальний номер, в якому поєдналися комп'ютерні технології з хореографією. У першому турi Олександр виступ у чорному костюмі під музику Birdy- Wings, отримавши одномовне "так" всіх членів журі. 

Олександр Лещенко на America's Got Talent

Три місяці тривала підготовка нової постановки до півфіналу проєкту. Для прямих ефірів America's Got Talent Лещенко та команда Magic Innovations створили спеціальний, ексклюзивний номер. Цього разу в основу лягла історія, яка говорить про найактуальніше для України.
ʼʼПоєднати таку глибоку тему з форматом розважального шоу неймовірно складно. Тому ми обрали історію народної української казки "Котигорошко", в якій є протистояння головного героя зі Змієм, котрий уособлює в собі зло, окупанта, який прийшов на нашу землю. А герой Котигорошко отримує силу від рідної землі, щоб побороти ворога! Але спершу в нього складний шлях, який він має подолати, перш ніж зустрітися обличчям до обличчя із загарбникомʼʼ, - розповів про ідею номера Лещенко.

Виступ з номером про Україну на America's Got Talent

### Карʼєра сьогодні
Сьогодні Олександр Лещенко займається постановками шоу по всьому світу. 

## Особисте життя
У липні 2013 Олександр Лещенко одружився з танцівницею та своєю колегою Ліною Верес, яка є засновником й керівником балету «Форсайт».